# 椋野站

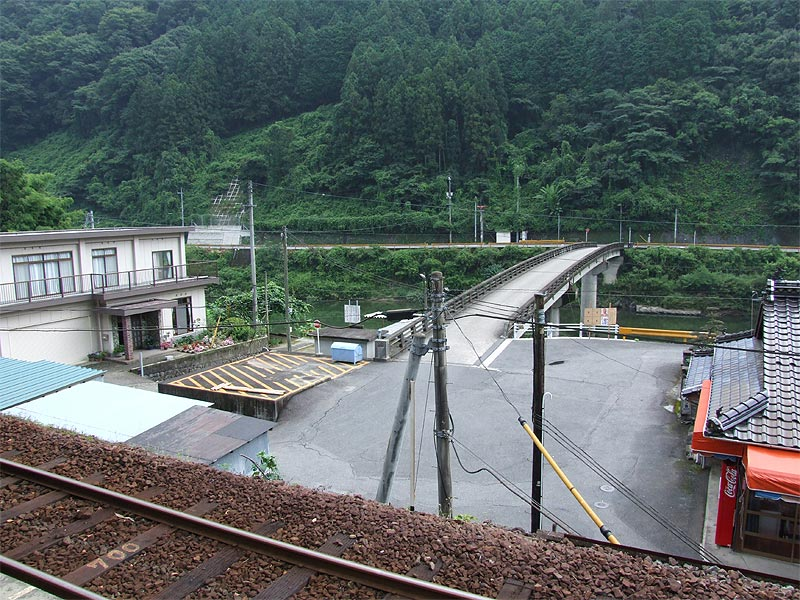
月台望向對面岸

椋野站（日语：／ Mukuno eki */?）是位於山口縣岩國市美川町南桑，錦川鐵道的錦川清流線車站。

## 歷史
- 1960年（昭和35年）11月1日 - 日本國有鐵道（國鐵）岩日線開設此站。
  - 當時車站位於山口縣玖珂郡美川町（日语：美川町 (山口県)）大字南桑。
- 1987年（昭和62年）
  - 4月1日 - 伴隨國鐵分割民營化，車站由西日本旅客鐵道（JR西日本）營運。
  - 7月25日 - 由錦川鐵道接管岩日線[3]。
- 2006年（平成18年）3月20日 - 隨著岩國市（第二次）成立，車站地址變成現時的地址。

## 車站構造
車站是一座地面車站，設有1面1線的單式月台，錦町方向的列車會開啟左邊車門。
此站是無人車站，沒有車站大樓。月台上設有上蓋和候車室。月台中間和候車室旁設有出入口。車站位於較高位置。
此站沒有廁所、商店（包括自動販賣機）。在車站對出附近位置設有公共電話和郵筒。

## 車站周邊
站前設有錦川流過，對面岸設有國道187號。站前設有椋野橋跨過錦川。
- 河內神社
- 觀音茶屋 - 「日本第一自動販賣機處」[8]

## 巴士路線
以下所有路線都是由岩國市生活交通巴士行走（路線資料截至2017年12月），並且班次較少，年尾年頭（12月31日～1月2日）暫停服務。
「椋野站前」巴士站〔於路軌下附近〕
伊田川、瀧山、見錆線（福田醫院前 - 見錆口 - 小鄉橋 - 椋野站前 - 上瀧山上） - 星期二、五服務，假日除外（1往返班次）
「下椋野」巴士站〔跨越椋野橋後的位置〕
除了「椋野站前」巴士站停靠的路線外，還有下列2路線
美川地域內路線〔小鄉橋 - 下椋野 - 上柏川 - 渡里橋 - 柳瀨橋 - 錦町站 - 錦中學前〕 - 星期三暫停服務
小鄉線（若葉台 - 上粕川 - 下椋野 - 小鄉橋 - 鮎谷 - 美和苑前 - 丸久美和店） - 星期日與假日暫停服務（2～4往返班次）

## 相鄰車站
錦川鐵道
錦川清流線
北河內－椋野－南桑

## 注腳
1. ↑  .   [2021年4月20日]. （原始内容存档于2021年3月5日） （日语）.
2. 1 2 3  . 錦川鉄道.   [2018-01-02]. （原始内容存档于2018-01-15） （日语）.
3. ↑  . 鐵道雜誌（日语：鉄道ジャーナル） (鐵道雜誌社). 1987-07, 21 (8): 128–129 （日语）.
4. 1 2 3 4  Google Inc.  (地图). Google Inc. 2018-01-02  [2018-01-02].
5. ↑  . goo地圖.   [2018-01-02] （日语）.[]
6. ↑  Google Inc.  (地图). Google Inc. 2018-01-02  [2018-01-02].
7. ↑  . goo地図.   [2018-01-02]. （原始内容存档于2021-05-25） （日语）.
8. ↑  二宮俊彦. . 朝日新聞. 2016-03-19  [2018-01-02]. 原始内容存档于2016-03-19 （日语）. （互聯網存檔）
9. ↑   (PDF). 岩国市. 2017-10-01  [2018-01-02]. （原始内容 (PDF)存档于2018-01-02） （日语）. →目次ページ
10. ↑   (PDF). 岩国市. 2017-03-04  [2018-01-02]. （原始内容 (PDF)存档于2017-12-08）.
11. ↑   (PDF). 岩国市. 2017-03-04  [2018-01-02]. （原始内容 (PDF)存档于2017-12-22） （日语）.

## 外部連結
- 錦川清流線各站介紹 椋野站 （页面存档备份，存于）（日語）（錦川鐵道）